# UTC+8:30
UTC+8:30 je identifikator za vremenska ostupanja od UTC +08:30.
Koristi se u:

## Kao standardno Vrijeme (cijela godina)
- Sjeverna Koreja

## Vanjske poveznice
- Gradovi u vremenskoj zoni UTC+08:30